# Noah Jean Holm
Noah Emmanuel Jean Holm (* 23. Mai 2001 in Drammen) ist ein norwegischer Fußballspieler. Er steht beim norwegischen Verein Rosenborg Trondheim unter Vertrag und war norwegischer Nachwuchsnationalspieler.

## Hintergrund
Noah Jean Holms Eltern sind Dänen. Vater David Nielsen war selber Fußballspieler; als Profi spielte er unter anderem ein Jahr bei Fortuna Düsseldorf. Auch hat Nielsen selbst kongolesische Wurzeln.

## Karriere

### Verein
Noah Jean Holm begann mit dem Fußballspielen in Bergen, der zweitgrößten Stadt in Norwegen, und lief dort für Løv-Ham Fotball auf, ehe dieser Verein sich mit Fyllingen Fotball zusammenschloss; daraus entstand der FK Fyllingsdalen. Später wechselte Holm in die Jugend von Strømsgodset IF, bevor er nach Deutschland ging und dem Nachwuchsleistungszentrum von RB Leipzig beitrat. Für die B-Jugend (U17) absolvierte er 26 Spiele in der B-Junioren-Bundesliga und schoss dabei 15 Tore. Die Leipziger schieden in der deutschlandweiten Endrunde im Halbfinale gegen den FC Bayern München aus. Mit der A-Jugend (U19) erreichte Noah Jean Holm das Finale im DFB-Pokal der Junioren, wo die Sachsen gegen den VfB Stuttgart verloren. Im Sommer 2020 wechselte er nach Portugal zu Vitória Guimarães. Dort konnte sich Holm nicht durchsetzen und verließ nach knapp einem Jahr den Verein wieder.
Es folgte die Rückkehr nach Norwegen, wo er sich Rosenborg BK anschloss. Dort unterschrieb Noah Jean Holm einen Vertrag mit einer Laufzeit von dreieinhalb Jahren. Anfang September 2022 wurde er für den Rest der Saison mit anschließender Kaufoption an den französischen Erstligisten Stade Reims ausgeliehen.

### Nationalmannschaft
Noah Jean Holm absolvierte im Jahr 2016 3 Spiele für die norwegische U15-Nationalmannschaft und schoss dabei 2 Tore. Danach, im Jahr 2017, lief er in 8 Partien für die U16-Junioren auf und hatte gleichfalls 2 Treffer erzielt. Mit der U17-Auswahl, für die er 2018 12 Mal zum Einsatz kam (5 Tore), nahm Holm an der U-17-Fußball-Europameisterschaft 2018 in England teil und erreichte dabei mit der U17 der Norweger das Viertelfinale, in der die Skandinavier gegen den Gastgeber ausschieden. 2019 lief er in insgesamt 14 Spielen sowohl für die U18-Junioren als auch für die U19-Nationalmannschaft auf und markierte dabei 7 Treffer. Mit der U19 nahm Noah Jean Holm an der U-19-Fußball-Europameisterschaft 2019 in Armenien teil, wo Norwegen nach der Gruppenphase ausschied. Dabei kam er in allen drei Gruppenspielen zum Einsatz. Paar Monate vorher, am 22. März 2019, lief Holm bei einer 3:8-Niederlage in einem Testspiel im spanischen Marbella gegen Finnland zum ersten Mal für die norwegische U21-Nationalmannschaft auf. Aktuell ist er noch für die dänischen Auswahlmannschaften spielberechtigt.